# 奧米特
51°54′43″N 25°46′14″E / 51.91194°N 25.77056°E
奧米特（烏克蘭語：Омит），是烏克蘭西北部的村莊，隸屬里夫內州的瓦拉什區。該村始建於1561年，面積16.3平方公里，海拔高度141米，2001年人口88，人口密度每平方公里5.4人。